# 大行天皇
大行天皇（たいこうてんのう）は、天皇が崩御した後、追号が贈られるまでの呼称。

## 概要
大行は「大いなる行い」を意味し、ここでは崩御した天皇への顕彰を表す語として用いられている。また、「逝きて帰らぬ天皇」の意味があるともいわれている。
明治時代に一世一元の詔により定められ、昭和時代に元号法によって法定された一世一元の制に基づけば、天皇在位中の元号をもって追号とされることが通例である。ただ、追号が贈られるのは大喪の礼に先立って行われる追号奉告の儀を執り行ってからである。
そのため、「大行天皇」の称号は、追号奉告の儀以前の段階において用いられる。使用例としては、官報上で崩御した前天皇に言及する場合や、新天皇の御誄（おんるい、弔辞）などがある。
各宗教団体の機関紙などでは「大行天皇の追悼法要営まれる」などと掲載されている。例えば、仏教教団において位牌を立てる場合などには、追号が贈られるまでは白木や紙で仮の位牌を立てたりして法要を営む場合もある。

## 御誄中の使用例
誄（るい）とは死者の生前の功績をたたえ、その死を悲しむこと。また、その旨の文章のこと。
殯宮移御後一日祭の儀
1989年（平成元年）1月20日
明仁謹んで
御父大行天皇の御霊に申し上げます。
崩御あそばされた後も、優しく厳かなお姿はまなかいに甦り、慈しみ深いお声は心耳に響いて、ひとときも忘れることができません。
幽明を隔てて、哀慕の情はいよいよ切なるものがあります。
ここに、正殿を以って殯宮に充て、霊柩をお遷しして、心からお祭り申し上げます。
追号奉告の儀
1989年（平成元年）1月31日
明仁謹んで
御父大行天皇の御霊に申し上げます。
大行天皇には、御即位にあたり、国民の安寧と世界の平和を祈念されて昭和と改元され、爾来、皇位におわしますこと六十有余年、ひたすらその実現に御心をお尽くしになりました。
ここに、追号して昭和天皇と申し上げます。